# Vamp (arquetipo)

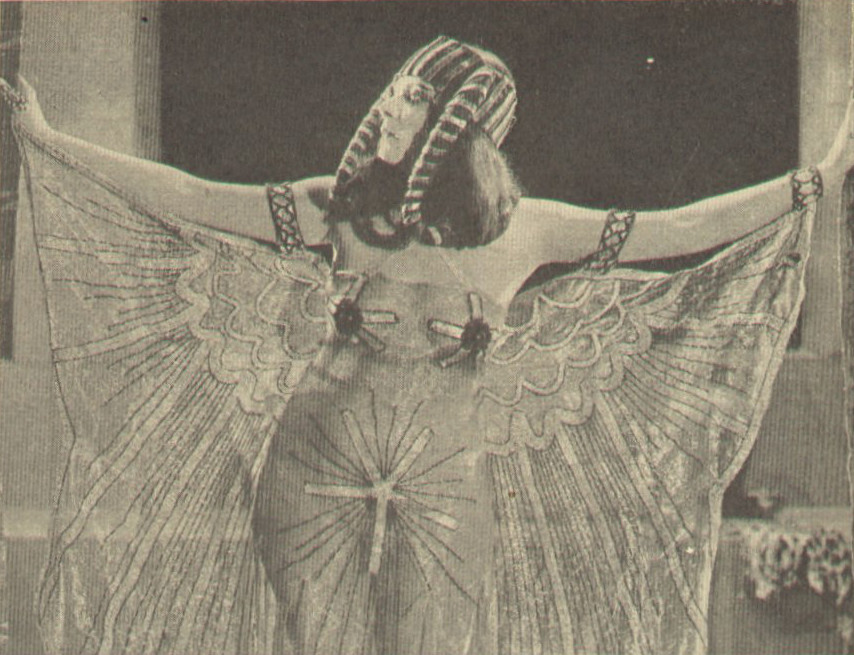
Fotograma en que aparece la actriz Theda Bara, una de las primeras femme fatale del cine.

La vamp (sustantivo que proviene de la palabra vampiro) es uno de los arquetipos principales que se utilizan para representar a las mujeres y su sexualidad en el cine. Aún iniciándose en el período mudo de principios del siglo pasado, este arquetipo no entiende de etapas y por lo tanto seguirá apareciendo en las películas de la etapa sonora, juntamente con otro arquetipo que en cierta medida sigue las mismas líneas que la vamp, pero que puede ser más conocido, como es el artquetipo de la femme fatale.

## Estructura de Hollywood y el feminismo
Esencialmente, "Hollywood es una institución orientada hacia la producción de la ideología patriarcal y un poderoso portador de ideas y de valores" y por lo tanto, es un factor que, siendo uno de los más influenciadores sobre el comportamiento y la conducta de nuestra sociedad, se mueve completamente por vías capitalistas que solo llevan a la promoción de valores patriarcales y heteronormativos. 
Por otro lado, según Simone de Beauvoir, "el conocimiento patriarcal construye implacablemente la idea de mujer como una proyección de fantasías y ansiedades masculinas, de la alteridad falocéntrica y la falta masculina. Lo que, es más, estos ideales se traducen en mitos viriles de lo inalcanzable, de la belleza ideal y la perfección, de la Muerte y la abyección". Consecuentemente, la mirada masculina capitalista, patriarcal y heteronormativa que impera en nuestra sociedad, se traslada al ámbito cinematográfico, tal y como decían las críticas y estudiosas cinematográficas de la segunda ola del feminismo que consideraban que "tanto el cine como los medios de comunicación en general, construyen a las mujeres como objetos sexuales por lo que sus imágenes reflejan actitudes sociales reales, opiniones, valores culturales y mitos patriarcales”.
Esta concepción de la mujer en el cine lleva a su idealización como dice Rosen, "aún que (la estrella) está siendo forzada a representar fantasías de las pantallas fuera de ellas, las mujeres tras un icono disputan y subvierten lo que la imagen ejemplifica para revelar una contradicción" y esto se puede conectar directamente con la teoría de Christine Gledhill sobre las estrellas cinematográficas. Según Gledhill, la 'imagen' de una estrella es una primera entidad formada por tres entidades más: la 'persona real', los 'personajes' y su 'persona'; resultando en un total de cuatro entidades o identidades que forman una estrella cinematográfica.
- Persona real: el sitio de amorfos y atributos corporales cambiantes, instintos, impulsos psíquicos y experiencias.
- Personajes: elementos relativamente formados y fijados por convenciones ficcionales y estereotipadas.
- Persona: una forma de vida privada en una forma pública y emblemática, basándose en tipos sociales generales y papeles cinematográficos (de la estrella), mientras recoge la autenticidad derivada de la imprevisibilidad de la persona real.
- Imagen: es un elemento escindido de la ‘persona’ y los ‘personajes’, ambos condensando y dispersando deseos, significados, valores y estilos que son actuales en la cultura.[2]

Por lo tanto, en la representación de las mujeres en la ficción, los personajes recaerían en los arquetipos.

## Historia
La vamp, un arquetipo acuñado en el primer cuarto del siglo XX, cuando el cine aún estaba en su periodo mudo, cuya base es, en parte, Drácula de Bram Stoker ya que los comportamientos de estos personajes son equiparables a los de un vampiro. Inicialmente, igual que la femme fatale, surge como contramodelo a la mujer victoriana y con la intención de regular la sexualidad femenina, esencialmente la función de todos los arquetipos femeninos cinematográficos.
Las vamps son “mujeres que se sirven de su atractivo sexual para explotar económicamente a hombres”, a causa de esta voluntad económica suelen representarse con grandes cantidades de joyas y una apariencia bastante cuidada, aunque tirando más hacia la tenebrosidad a veces a causa de la elección de colores y prendas.
Igual que las femmes fatales, las vamp son una amenaza para la masculinidad que pretenden 'hechizar' al personatge masculino de la película para que quede 'aturdido' y por lo tanto no pueda pensar por él mismo, y caer así en la manipulación de la vamp o la femme fatale.
Finalmente, el héroe descubre la manipulación de la cual ha sido víctima y como esta le había eclipsado y dominado en todos los aspectos, y por lo tanto, como es suficientemente poderosa para subvertir los roles de poder que han estado asignados, tiene que ser eliminada